# 琳恩·延斯魯德
琳恩·延斯魯德（挪威語：Line Jansrud，1985年10月21日—）是一位來自挪威Fetsund的節目主持人， 拥有卑爾根大學醫學文憑。她于2013年秋天到2015年間主持挪威國營電視台一档名為「牛頓」的科普節目。
2014年，她的「牛頓」節目在克羅埃西亞的Cavtat贏得了「明日之星」獎項，后于2016年凭借该節目赢得「挪威電視產業獎」的最佳主持人獎。琳恩的表親為高山滑雪選手谢蒂尔·延斯鲁德。